# Ponte de Sequeiros
A Ponte de Sequeiros localiza-se nas proximidades das aldeias de Badamalos e Vale Longo, sobre o rio Côa, na fronteira entre a União de Freguesias de Aldeia da Ribeira, Vilar Maior e Badamalos e a  União das freguesias de Seixo do Côa e Vale Longo, no município do Sabugal, distrito da Guarda, em Portugal.
Trata-se de exemplar de ponte fortificada sobre o rio Côa, que permite a travessia do rio numa vertente de grandes afloramentos graníticos, constituindo-se estes, por si próprios, numa defesa natural.
A Ponte de Sequeiros está classificada como Imóvel de Interesse Público desde 1951.

## História
De construção provável XIII, esta ponte seria um marco de fronteira entre Castela e Leão antes da incorporação das terras do Riba-Côa no território nacional pelo Tratado de Alcanices
Houve também o lugar de Sequeiros que teria dado nome à Ponte de Sequeiros e que no século XVI tinha ainda cerca de meia dúzia de residentes e no século XVIII constava do Cadastro ainda com 3 residentes. Atualmente desapareceu e nem vestígios das casas ficaram, tendo a pedra utilizada na sua construção desaparecido e talvez tivesse sido utilizada para a construção de novas casas ou para construir muros de demarcação de terrenos. Os residentes deste lugar provavelmente teriam como tarefa guardar a Ponte de Sequeiros que era um importante lugar de passagem tendo servido de posto alfandegário nos tempos em que rio Côa constituía a linha de fronteira entre os Reinos de Portugal e de Leão.

## Características
Em estilo românico, a ponte é sustentada por três arcos plenos, sendo o central de maior diâmetro. Em um de seus lados apresenta uma torre de planta quadrada com vão também em arco pleno. O seu pavimento é lajeado com continuidade em calçada.